# Rechenberg-Bienenmühle
Rechenberg-Bienenmühle es un municipio situado en el distrito de Sajonia Central, en el estado federado de Sajonia (Alemania), a una altitud de 600 metros. Su población a finales de 2016 era de unos 2000 habitantes y su densidad poblacional, 37 hab/km².